# Mamouda Ali Lariski
Mamouda Ali Lariski, né dans la Bénoué région du Nord Cameroun et mort le 16 janvier 2024 à Hyderabad en Inde est un homme politique Camerounais.

## Biographie

### Enfance, Début et Etudes
Mamouda Ali Lariski est né à Garoua et mort à 69 ans.

### Carrière
Le 24 mars 1985, il intègre le RDPC, puis en 1997, il prend la responsabilité du chargé de mission du partie dans la Bénoué lors de l'élection présidentielle de cette année. En juillet 2007, il est élu député et accède au conseil municipal dans la commune de Garoua 1er,.
En 2020, il est investi en tant que député du RDPC de la dixième législature et fait trois ans de mandat à l'assemblée nationale.
"L'Assemblée nationale est la seule école où quand on fréquente, on a souvent envie de redoubler la classe et revenir sur les mêmes blancs", a déclaré Lariski au cours d'une cérémonie de remise de dons dans le Mayo-Hourna rapporte Innocent Blaise Youda, journaliste de l'oeil du Sahel à Garoua.
Il est membre du Conseil supérieur de la magistrature, instance présidé par Paul Biya, puis il est nommé au sein du conseil supérieur de la magistrature.

### Articles Connexes
- Joshua Osih
- Garga Haman Adji
- Ndifor Afanwi Franklin